# يو إف سي 19
يو إف سي 19: بنادق الشباب النهائي (بالإنجليزية: UFC 19: Ultimate Young Guns)‏ هو حدث لفنون القتال المختلطة نظمته يو إف سي، أُقيم في 5 مارس 1999، على كازينو هوليوود ساحل الخليج في باي سانت لويس، مسيسيبي، الولايات المتحدة.